# Blauer Bartläufer

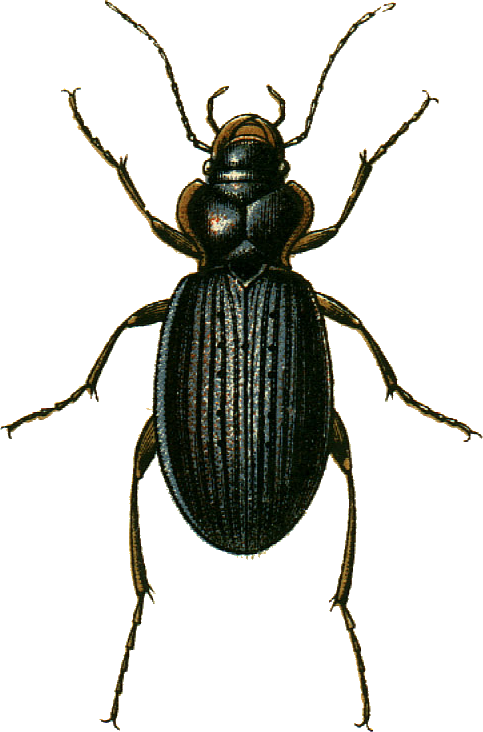
Blauer Bartläufer

Der Blaue Bartläufer (Leistus spinibarbis), auch Dornbartkäfer oder einfach Dornbart, ist ein Käfer aus der Familie der Laufkäfer und der Unterfamilie Nebriinae. Die Gattung der Bartläufer (Leistus) ist in Europa mit über vierzig Arten vertreten. Der Blaue Bartläufer gehört mit sechzehn weiteren europäischen Arten zur Untergattung Pogonophorus.

## Merkmale

### Merkmale des Käfers
Der Käfer erreicht eine Länge von 7,5 bis 9,0 Millimetern. Bei ausgefärbten Exemplaren sind Kopf, Brustschild und Flügeldecken in tieferen Lagen blau bis metall violett glänzend gefärbt, in höheren Lagen sind die Tiere in der Regel meist braun und weniger metallisch. Beine, Fühler und Mundwerkzeuge sind heller und rötlich braun.
Der herzförmige Halsschild ist fast doppelt so breit wie lang. Sein Rand ist durch eine breite Rinne (Halsschildkehle) abgesetzt. Die Halsschildkehle ist im Gegensatz zur Halsschildmitte deutlich punktiert und häufig heller als der restliche Halsschild. Zur Basis hin verschmälert sich der Halsschild etwa auf die Breite des Kopfes. Auch die Flügeldecken haben einen Rand, der jedoch weniger auffällig ist. Sie sind im Vergleich zu anderen europäischen Arten breit-oval und kurz. Hinter der Basis verbreitern sie sich und werden etwas breiter als der Halsschild. Am Ende sind die Flügeldecken gemeinsam zugespitzt. Sie tragen markante Punktstreifen und einen weiteren stark verkürzten Streifen neben dem Schildchen (Scutellarstreif).
Die vorderen Hüfthöhlen sind hinten offen, die Beine sind lang und schlank. Die Tarsen sind alle deutlich fünfgliedrig.

### Merkmale der Larve
Die Larven zeichnen sich durch das langgezogene erste Brustsegment, den gestielten Kopf und die beiden langen Cerci aus. Dies gilt jedoch für alle Larven der Gattung.

## Biologie
Der Käfer ist wärmeliebend (thermophil) und kommt vorzugsweise in der Bodenstreu von lichten und trockenen Waldgebieten, in Heideflächen, Kalksteinbrüchen sowie an Wärmehängen in Berglagen vor. Im Gegensatz zu einigen sehr anspruchsvollen Arten ist er allerdings über verschiedene Biotope verbreitet (eurytop) und kommt entsprechend vergleichsweise häufig vor.

## Verbreitung
Die Art ist über große Teile von West-, Mittel- und Südeuropa bis nach Kleinasien weit verbreitet. Sie kommt zudem auf der Hauptinsel von Großbritannien vor, fehlt jedoch in Irland. Die nördliche Verbreitungsgrenze verläuft in Europa durch Großbritannien, die Niederlande, Deutschland, Polen und die Ukraine. In Deutschland ist er im Westen häufiger anzutreffen als im Osten.

## Systematik
Die wissenschaftliche Erstbeschreibung stammt aus der Systema entomologiae sistens insectorum classes als Carabus spinibarbis von Johan Christian Fabricius aus dem Jahr 1775. Die Gattungsbeschreibung der Gattung Leistus stammt von Alois von Frölich aus dem Jahr 1795, entsprechend wurde die Art erst später in diese eingeordnet.
Der Gattungsname Leistus von altgriechisch ληίστης ‚leïstes‘ = ‚Räuber‘ drückt aus, dass die Art räuberisch lebt. Der Name der Untergattung Pogonophorus von altgriechisch πώγων ‚pōgon‘ = ‚Bart‘ und φορώς ‚phorós‘ = ‚tragend‘ bedeutet ‚Bartträger‘. Der Ausdruck ist in den von der Seite sichtbaren Borsten der Mundwerkzeuge begründet. Der Artname spinibarbis von lat. ‚spīna‘ = ‚Dorn‘ und ‚bárba‘ = ‚Bart‘ bezieht sich ebenfalls auf die Borsten der Mundwerkzeuge. Leistus spinibarbis ist die Typusart der Untergattung Pogonophorus.
Die Gattung wurde durch den französischen Entomologen Georges G. Perrault in einer Serie von Artikeln umfassend taxonomisch überarbeitet. Er unterscheidet für die Art sechs Unterarten, die bis heute allgemein akzeptiert werden. Seither wurde eine weitere Unterart aus dem Kaukasus neu beschrieben.
- Leistus spinibarbis spinibarbis. Westeuropa, westliches Mitteleuropa, bis Österreich und Norditalien.
- Leistus spinibarbis fiorii Lutschnik, 1913. Süditalien und Sizilien.
- Leistus spinibarbis expansus Putzeys, 1874. Iberische Halbinsel, Nordafrika (Marokko)
- Leistus spinibarbis rufipes Chaudoir, 1843. Balkan-Halbinsel, Rumänien, Kleinasien.
- Leistus spinibarbis abdominalis Reiche & Sauley, 1855. Levante.
- Leistus spinibarbis afer Cocquerell, 1858. Nordafrika (Algerien, Tunesien)
- Leistus spinibarbis ponticus Kryzhanovskij et Shilenkov, 1999. Krim, Südrussland (Region von Krasnodar), Abchasien.